# Андреас Вайманн
Андреас Вайманн (нім. Andreas Weimann, нар. 5 серпня 1991, Відень) — австрійський футболіст, нападник англійського «Брістоль Сіті» і національної збірної Австрії.

## Клубна кар'єра
Народився 5 серпня 1991 року в Відні. Займався у футбольній академії місцевого «Рапіда», а 2007 року продовжив навчання в академії англійського клубу «Астон Вілла».
2010 року почав залучатися до складу головної команди «Астон Вілли» і навіть провів одну гру у Прем'єр-лізі. Проте відразу стати стабільним гравцем команди молодому австрійцю не вдалося, і на початку 2011 року він був відданий в оренду до «Вотфорда» з Чемпіонату Футбольної Ліги, де отримав регулярну ігрову практику.
Восени 2011 року повернувся з оренди до «Астон Вілли», де вже з наступного сезону став одним з основних нападників команди. Загалом за бірмінгемську команду  провів в усіх турнірах 129 матчів, в яких 24 рази відзначався забитими голами.
18 червня 2015 року став гравцем «Дербі Каунті», уклавши з одним з лідерів Чемпіонату Футбольної Ліги контракт на чотири роки.
3 липня 2018 року став гравцем команди з Чемпіоншипу «Брістоль Сіті».

## Виступи за збірні
2006 року дебютував у складі юнацької збірної Австрії, взяв участь у 18 іграх на юнацькому рівні, відзначившись 7 забитими голами.
Протягом 2011–2012 років залучався до складу молодіжної збірної Австрії. На молодіжному рівні зіграв у 22 офіційних матчах, забив 10 голів. Був учасником молодіжного чемпіонату світу 2011 року.
У жовтні 2012 року дебютував в офіційних матчах у складі національної збірної Австрії, вийшовши на заміну наприкінці гри відбору на чемпіонат світу 2014, в якій австрійці не змогли здолати спротив збірної Казахстану (остаточний рахунок 0:0). Наразі провів у формі головної команди країни 18 матчів.
Дебютний гол забив у матчі Ліги Націй УЄФА (Група А) проти збірної Франції 10 червня 2022 року. Провів на полі 64 хвилини.
| Дата       | Місто     | Господарі | Результат | Гості                | Турнір            | Голи | Примітки |
| ---------- | --------- | --------- | --------- | -------------------- | ----------------- | ---- | -------- |
| 12-10-2012 | Астана    | Казахстан | 0 – 0     | Австрія              | Відбір до ЧС 2014 | -    | 86'      |
| 14-11-2012 | Лінц      | Австрія   | 0 – 3     | Кот-д'Івуар          | товариський матч  | -    | 64'      |
| 06-02-2013 | Свонсі    | Уельс     | 2 – 1     | Австрія              | товариський матч  | -    | 62'      |
| 22-03-2013 | Відень    | Австрія   | 6 – 0     | Фарерські острови    | Відбір до ЧС 2014 | -    | 63'      |
| 26-03-2013 | Дублін    | Ірландія  | 2 – 2     | Австрія              | Відбір до ЧС 2014 | -    | 69'      |
| 07-06-2013 | Відень    | Австрія   | 2 – 1     | Швеція               | Відбір до ЧС 2014 | -    | 46'      |
| 14-08-2013 | Зальцбург | Австрія   | 0 – 2     | Греція               | товариський матч  | -    |          |
| 06-09-2013 | Мюнхен    | Німеччина | 3 – 0     | Австрія              | Відбір до ЧС 2014 | -    | 37'      |
| 10-09-2013 | Відень    | Австрія   | 1 – 0     | Ірландія             | Відбір до ЧС 2014 | -    | 73'      |
| 11-10-2013 | Стокгольм | Швеція    | 2 – 1     | Австрія              | Відбір до ЧС 2014 | -    | 74'      |
| 30-05-2014 | Інсбрук   | Австрія   | 1 – 1     | Ісландія             | товариський матч  | -    | 61'      |
| 03-06-2014 | Оломоуц   | Чехія     | 1 – 2     | Австрія              | товариський матч  | -    | 63'      |
| 18-11-2014 | Відень    | Австрія   | 1 – 2     | Бразилія             | товариський матч  | -    | 72'      |
| 31-03-2015 | Відень    | Австрія   | 1 – 1     | Боснія і Герцеговина | товариський матч  | -    | 89'      |
| Усього     |           | Матчів    | 14        |                      | Голів             | 0    |          |